# 구스타프 슈트레제만
구스타프 슈트레제만(독일어: Gustav Stresemann, 1878년 5월 10일 ~ 1929년 10월 3일)은 독일의 정치가이다. 베를린·라이프치히 대학에서 정치·경제·역사 등을 전공했고, 1917년 하원 의원에 선출되면서 후에 국민 자유당 당수가 되었다.
제1차 세계 대전 종전 이후에 연합국의 압박에 반대하여 베르사유 조약의 조인을 거부하였으며, 에베르트 내각에 입각하여 독일의 통화 안정에 노력하였다. 로카르노 조약을 맺어 국제연맹 가입에 성공했다. 또 미국이 제안한 도스 안과 영 안으로 배상 금액을 경감시키고, 라인란트로부터의 점령군 철수를 확약 받았다. 국제 연맹 가입 등에 힘쓴 공로로 1926년 노벨 평화상을 받았다.

## 생애

### 유년기와 청년기
베를린의 여인숙 주인이자 맥주 판매업자인 에른스트 슈트레제만(Ernst Stresemann)의 아들로 1878년에 태어나 5형제 중 유일하게 고등학교와 대학교에 진학했다.
어렸을 때부터 혼자 있기를 좋아한 그는 학생시절에도 우울과 몽상에 잠겨 지내는 편이었다. 학교에서는 역사 특히 근대사 분야에 비범한 재능을 보여 위대한 역사적 인물, 그 중에서도 나폴레옹과 괴테의 일생에 관심을 가졌다고 한다. 나폴레옹과 괴테는 일생 동안 그를 사로잡았으며 그의 문학 연구에도 큰 영감을 주었다.
1897년~1900년 베를린 대학교와 라이프치히 대학교에 다니면서 처음에는 문학과 역사를 공부했으나, 실용적인 학문에 재능이 있음을 인식했다기보다는 직업적 전망을 생각해서 경제학으로 전공을 바꾼 듯하다. 학창시절에는 비교적 진보적인 단체에서 활동했으며 일생 동안 이런 학생시절의 추억을 간직했다.
1900년 〈베를린 병맥주 산업의 성장〉이라는 논문으로 박사 학위를 받았다. 아버지 사업에 대한 지식을 바탕으로 쓴 이 논문은 대기업과의 경쟁 때문에 몰락하는 소기업 문제를 다루고 있는 것으로 그의 출신 배경과 관점을 특징적으로 보여준다. 나중에 우익은 정치투쟁에서 그를 공격하는 수단으로 이 논문을 이용하기도 했다.
자유주의적인 프로이센 프로테스탄트였던 슈트레제만은 독일 제국에 팽배한 열광적 애국주의 정신을 대변하는 전형적 인물이 되었다. 그는 독일 제국의 정신적·군사적·경제적 우월성을 믿었으며, 낭만적인 형태의 연설과 1848년의 영웅적 자유주의에 대한 감상적인 열정을 통해 자신의 정치적 이상주의를 표명했다.

### 정치입문
대학교 졸업 이후 슈트레제만은 동업조합에서 일하면서 전문적인 경력을 쌓기 시작했다. 특히 빠른 경제적 성공은 훗날 정치로 향하는 발판이 되었다. 1901년~1904년 '독일 초콜릿 제조업자 협회'의 행정보좌역으로 일하면서 노련한 조직가이며 협상가로서 명성을 얻었다. 1902년 '작센 제조업자 협회'를 결성해 1911년까지 법률 대표를 지냈고 25세에 이미 경제계에서 중요한 위치에 올랐다.
1903년에 결혼한 부인은 베를린의 실업가 아돌프 클레펠트의 딸이자 같은 동업조합 동료의 누이였다. 유대인 혈통의 매력있고 우아한 슈트레제만 부인은 1920년대 베를린 사교계를 풍미했다. 이들은 2명의 아들을 두었다. 슈트레제만은 프로테스탄트 성향의 사회개혁가 프리드리히 나우만의 사상에 공감하고 그의 '국가사회연맹'에 협조한 뒤 1903년 우익계 국민자유당에 참가했다.
당시 작센의 대표적 정당이었던 국민자유당은 정치적으로 그에게는 고향과 같은 존재가 되었다. 그는 중공업 대변자들이 장악한 국민자유당의 우파인사와 사회복지정책을 둘러싸고 갈등을 겪기도 했으나 1906년 당대회에 최초로 모습을 드러내면서 대중의 관심을 끌기 시작했다.
슈트레제만은 드레스덴 시의원(1906년~1912년)과 드레스덴 잡지 〈제히지셰 인두스트리 Sächsische Industrie〉의 편집자로서 경제문제에 관한 유명한 문필가가 되었으며 시정(市政)업무 전문가로도 활동했다. 여론에 영향을 미치는 언론의 중요성을 깨닫고 언론을 자신의 목표달성에 이용했다.
1907년 작센 금광 지역에 있는 아나베르크에서 국민자유당 소속으로 제국의회 의원에 선출됨으로써 전국 정치무대에 진출할 수 있는 발판을 마련했다. 28세로 최연소 제국의회 의원이 된 그는 국민자유당 당수(黨首) 에른스트 바서만의 도움으로 정치경력을 쌓아가면서 곧 바서만의 '황태자'로 인식되었다.
언론인이자 의원으로서 우선 경제정책에 관심을 두고 중산층의 이익을 열렬히 옹호했으나 사회보장법의 확대를 주장해 당내 우파인사들과 갈등을 겪기도 했다. 이 갈등 때문에 1912년 국민자유당 집행위원회에 재선되지 못했다. 같은 해 제국의회 의원 선거에서도 낙선한 뒤 기업가들과 함께 미국을 여행하면서 경제상태를 연구했다. 이무렵 베를린으로 이주한 슈트레제만은 독일 경제계에서 가장 유명한 지도자가 되었다.
자신의 제안으로 창설된 '독일·미국 경제협회'를 비롯한 많은 동업조합에서 지도적 위치를 차지했고 여러 일을 맡음으로써 자신의 재정도 자립시켰다. 그는 사람을 다루는 조직능력을 가진 것으로 유명했고, 그 스스로도 자신이 행사할 수 있는 권력을 깨닫고 있었다.
또 그는 '독일식민협회' 회원이며 강력한 해군 건설계획의 주창자로서 알프레트 폰 티르피츠와 뷜로 후작 베른하르트의 주도로 시행되는 독일의 제국주의정책을 지지했다. 티르피츠는 제국해군부장관 재직중 독일 전투함대를 창설했고, 1900년~1909년 뷜로는 독일의 총리를 지냈다.

### 제1차 세계대전 때의 정책
당시 애국심에 사로잡혀있었던 대부분의 독일국민과 마찬가지로 슈트레제만은 제1차 세계대전을 열렬히 지지하면서 독일은 순수한 방어전을 하고 있다고 확신했다. 건강이 나빠서 군복무는 면제받았으나 1914년 12월 보궐선거에 제국의회 의원으로 다시 뽑히면서 정치활동을 재개했다.
전쟁 동안 그는 범게르만주의를 열렬히 주창했으며 독일이 동쪽으로는 폴란드와 러시아 영토, 서쪽으로는 프랑스와 벨기에 영토까지 팽창해야 한다고 주장했다. 군사업무와 병으로 오랫동안 베를린을 떠나 있던 에른스트 바서만의 뒤를 이어 사실상 제국의회 내 국민자유당의 지도자가 되었고 이때 점차 우익으로 기울었다.
1916년부터 파울 폰 힌덴부르크 육군원수와 에리히 루덴도르프 장군이 이끄는 독일군 최고사령부와 밀접한 관계를 유지하면서 그들의 입장을 의회에서 대변했다. '무제한 유보트(U-boat) 전투'를 지지한 그는 온건노선을 주장하며 팽창주의적인 전쟁목표에 말려들지 않으려던 테오발트 폰 베트만 홀베크 총리의 정책에 반대했다.
슈트레제만은 1917년 7월 홀베크 정권을 무너뜨리는 데 주도적 역할을 했으나 자신이 존경하던 뷜로 전(前)총리에게 권력을 안겨주는 데는 실패했다. 그러나 그는 같은 달 바서만이 죽자 그의 뒤를 이어 원내(院內) 국민자유당 지도자가 되었고, 같은 해말에는 원내와 원외를 모두 이끄는 전체 국민자유당 당수가 되었다.
국민자유당 내의 심각한 계급차이에도 불구하고, 그는 시민의 투표권을 재산가치에 따라 평가하는 '프로이센 3계급 참정권제도'를 둘러싼 국민자유당의 프로이센 의회 내 보수파와 제국의회 의원 사이의 분열을 막아내는 데 성공했다. 또 군주제의 강화를 위해 선거제도의 폐지를 주장하기도 했다. 한편 그는 1918년 9월말 최고사령부가 패배를 인정할 때까지 독일 제국과 그 동맹국의 심각한 군사상황을 인정하려 하지 않았다.

### '현실적 공화주의자'로의 변신
1918년 11월 9일 군주제의 붕괴와 빌헬름 2세의 네덜란드 망명은 슈트레제만에게 심한 타격을 안겨주었으나 그는 재빨리 독일 공화국의 현실에 적응했다.
그러나 프리드리히 나우만과 유명한 사회학자 막스 베버가 새롭게 만든 자유주의 좌파 성향의 독일 민주당이 그를 당의 고위직에 받아들이지 않자 스스로 독일 인민당을 만들었다.
그는 교양과 재산을 갖춘 자유주의 우파를 중심으로 전(前) 국민자유당의 우파 지지자를 규합하고자 노력했다. 근본적으로 군주제 옹호론자이며 바이마르 공화국 반대자였던 그는 1920년 3월 우파의 카프 반란이 일어났을 때 '기다려 보자'라는 모호한 태도를 취했으나 반란이 진압된 뒤에는 정치적으로 공화주의자와 제휴하려고 했다.
그는 독일인민당이 연정(聯政)에 참여할 자격이 있음을 역설하고 정부 내의 한 직책을 요구했다. 그러나 사회민주당·독일민주당·중앙당이 연합한 바이마르 연정은 여전히 얼마 동안은 그를 '국가에 반대하는 사람'으로 간주했다.

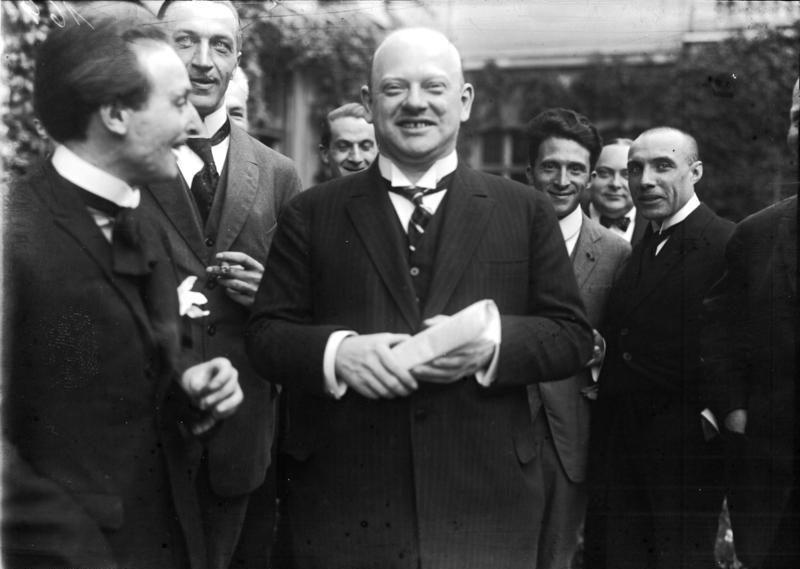
1923년 구스타프 슈트레제만

1919~1920년 슈트레제만은 바이마르 공화국 제헌의회 의원을 지내면서 새로운 독일헌법에 반대했고 베르사유 조약에도 반대해 자신의 정치인생을 이 조약 개정에 바쳤다.
1920년부터 죽을 때까지 공화국 의회의원이자 독일인민당 당수를 지냈고, 1923년 8월에는 사회민주당·중앙당·독일민주당·독일인민당 대표로 구성된 '대연정'(大聯政)의 수반인 총리가 되었다. 1923년 8월 13일부터 11월 23일까지 연합국의 루르 점령위기 동안에는 총리로서, 1923년 8월부터 죽을 때까지는 외무장관으로서 바이마르 공화국 운명에 결정적인 영향을 미쳤고 유럽 전체에서 명성을 얻은 정치가가 되었다. 총리로서 그가 행한 최초의 결정은 루르 지방에서의 소극적인 저항정책을 포기한 것이었다.
독일에게 전쟁 배상금 지불을 강요하기 위해 1923년 1월 프랑스와 벨기에 군대는 루르 지역을 점령했고, 이에 맞서 독일은 소극적 저항정책을 취했으나 인플레이션의 가속화와 재정파탄이 예고되는 결과를 낳았을 뿐이었다.
국내문제에서 슈트레제만은 반대세력의 지지를 얻기 위해 노력했다. 튀링겐과 작센에 공산주의 계열의 주(州)정부가 수립되는 것에는 격렬히 반대하면서도 1923년 11월 9일 아돌프 히틀러의 뮌헨 비어 홀 폭동과 같은 극우파의 혁명적 시도에 대해서는 관대함을 보여주었다.
1923년 11월 국내 정치위기가 절정에 이르러 연합국이 점령하고 있던 라인 강 서부지역이 독일에서 떨어져나갈지도 모른다는 위기마저 겹쳤다. 슈트레제만이 11월 중순에 취한 통화안정책은 국내질서를 되찾고 경제회복의 토대를 마련해준 유일한 정책이었다.

### 외무장관 시절
불신임 투표로 무너진 슈트레제만 내각은 1923년 11월 총사퇴했다. 새 정부에서 그는 좌파에서 중도파까지 다양한 성향을 가진 3명의 총리가 이끈 연립정부의 외무장관을 맡아 죽을 때까지 재직했다.
1922년 라팔로 조약을 통해 독일은 이미 소련(러시아)와의 관계를 개선했기 때문에 슈트레제만의 정책은 전승국인 서구열강, 특히 프랑스와의 화해를 확고히 하는 데 목표를 두고 있었다. 따라서 그는 라인 강 서부에 주둔한 프랑스 군대의 철수를 위해 끈질기게 노력했던 것처럼 배상금 삭감을 위해 끈질기게 싸움으로써 전승국과의 협상에서 유리한 위치를 차지하려 했다.
그의 일관된 목표는 독일의 평등한 권리를 확보하는 일과 유럽에서 예전의 지위를 되찾는 일이었다. 그러나 그의 이러한 목표는 1919년에 확정된 독일 동부 국경선의 변경을 의미하는 것이었다. 이것은 단치히, 폴란드 회랑지대(回廊地帶, 포메른 지방을 말한다.), 상(上)슐레지엔의 반환을 폴란드에게 요구해야 하고 오스트리아와의 합병이 필요한 일이었다.
슈트레제만은 유럽에서 독일의 현실적인 핵심 위치를 계산하고 영국과 프랑스, 영국과 소련의 긴장관계를 이용하면서 협상을 통해 자신의 목표를 달성하려 했으나 동·서 사이에서 벌인 그의 기회주의적 외교정책은 동시대 비평가들에게 큰 비난을 받았다(→ 라팔로 조약).
그러나 그는 종종 극단으로까지 치닫는 낙관적 견해를 지님으로써 이러한 국내외의 반대를 과소평가했다. 이 기간에 슈트레제만이 행한 연합국과의 성공적인 협상은 몇 단계로 나눌 수 있다. 1924년 미국이 제안한 도스안(案)은 독일 재정의 회복과 안정을 위한 배상금 삭감을 주요내용으로 하고 있다. 뒤이어 1925년 체결된 로카르노 조약의 내용은 새로운 독일-프랑스 국경의 확정, 다른 국가와의 분쟁 중재에 대한 합의, 제1차 세계대전의 전승국이 가하는 새로운 제재(制裁)로부터의 면제 등이다.

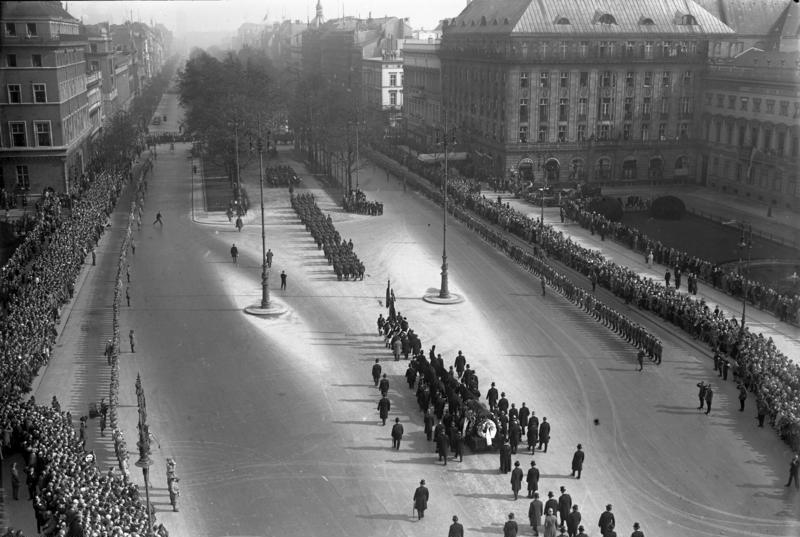
구스타프 슈트레제만의 장례식.

1926년 먼저 라인 지방이 연합국 점령에서 벗어난 뒤 독일은 국제연맹에 가입했고 상호중립성을 보장하는 데 합의한 소련과의 베를린 조약을 체결했다. 1928년에는 전쟁을 불법으로 천명한 켈로그-브리앙 협정에 서명했다. 슈트레제만은 이미 죽음의 그림자가 다가오고 있을 때 협상을 주도했기 때문에 라인 지방에 주둔한 프랑스군의 완전철수와, 미국의 영안(Young Plan)을 통해 독일 배상금 삭감문제가 완전히 타결되는 것을 보지 못한 채 죽었다.
슈트레제만의 외교적 성공을 이야기하면서 그가 국내 반대세력, 특히 당내의 반대세력에 맞서기 위해 엄청난 노력을 기울였다는 사실을 간과해서는 안 된다. 그는 언론의 중요성을 인식해 자신의 정책 추진을 위해 여론을 이용하기도 했으나 미숙한 주장을 펼침으로써 이룰 수 없는 정치적 희망만을 불러일으키기도 했다. 지나친 희망을 불러일으킨 브리앙과의 극적인 비밀회담(1926) 이후에도 독일과 프랑스의 관계는 별다른 진전을 보지 못했다.
병이 악화된 마지막 2년 동안 슈트레제만은 당이 점차 쇠퇴하고 당원 대부분이 극우파로 돌아섬에 따라 자신의 외교정책 실패에 대해 좌절하기 시작했다. 따라서 그는 스스로 자유주의적 중도파인 신당(新黨) 창당을 구상했으나 국내의 정치 투쟁으로 건강을 해쳐 2번의 발작을 일으킨 뒤 51세에 죽었다.

## 평가와 비판

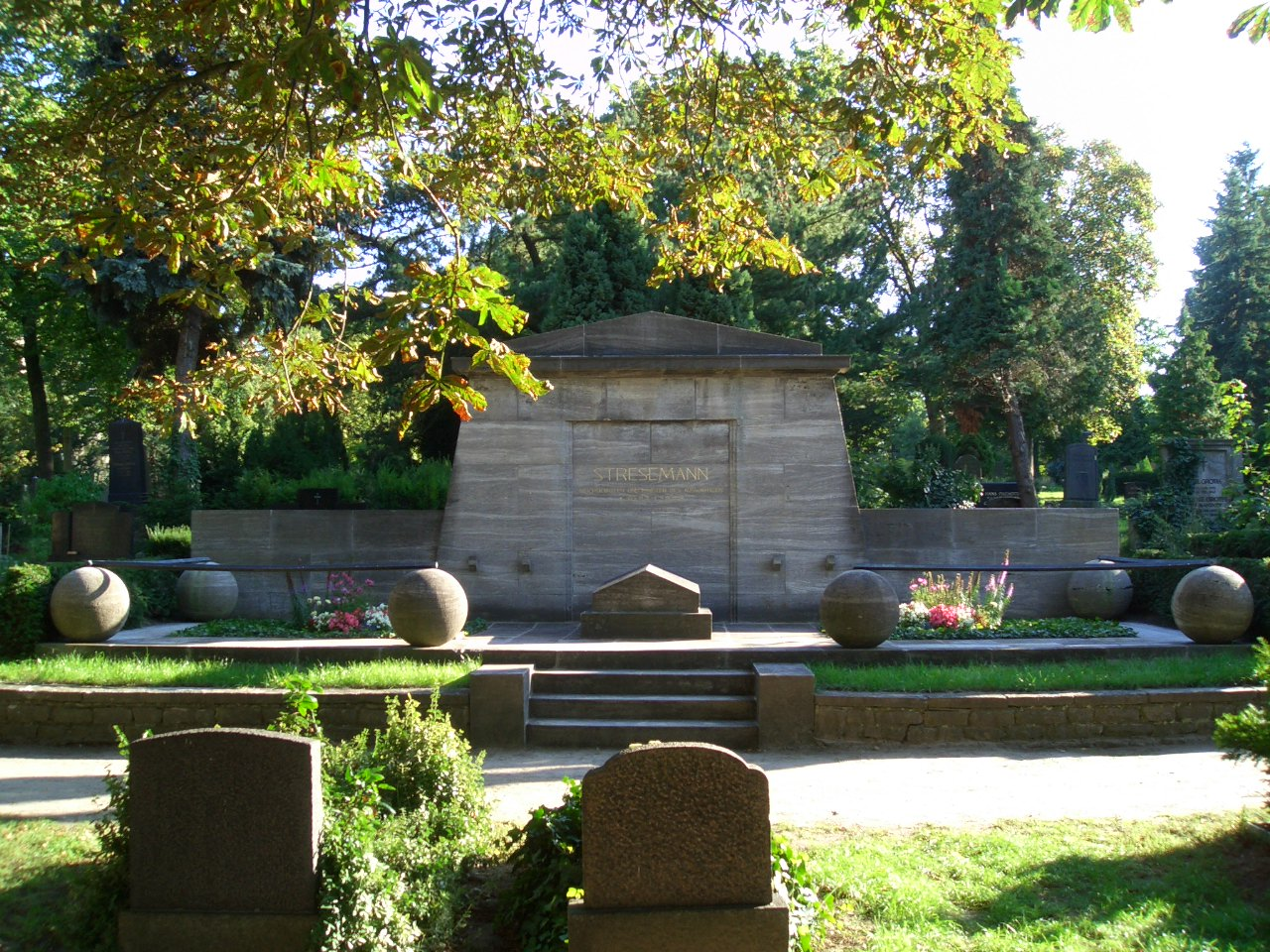
슈트레제만의 묘지

6년에 걸친 외무장관으로서의 재직과 특히 해외에서의 명성을 통해 슈트레제만은 바이마르 공화국을 유지·안정시키는 데 크게 이바지했다. 국내의 혼란과 반대가 있었지만 그는 피나는 개인적 노력을 기울임으로써 성공할 수 있었다. 바이마르 공화국은 진정한 의미의 정치가였던 슈트레제만을 국장(國葬)으로 예우했다. 슈트레제만의 일생은 개인적으로나 정치적으로나 군주제에서 공화제로 옮겨가는 시기의 불확실성을 그대로 보여주었다. 그러나 그는 당의 지도력을 유지하는 데 급급해 자신의 당을 바이마르 체제 안으로 통합하지 못했고 1929년 스스로 썼듯이 '옛 독일과 새로운 독일 사이에' 다리를 놓는 데도 실패했다. 또한 '평화주의적 체념정책'에 반대하는 '국가현실주의 정책'의 주창자로서 그는 결코 유럽 통합의 대변자는 아니었다. 그러나 베르사유 조약을 즉각 수정할 수 있다는 이유로 유럽 통합의 목적을 지지했다.
슈트레제만의 이미지에 대해서는 아직도 논란이 많아 통합 유럽의 기수로 인식되었던 1945년 이후에는 영웅 대접을 받았으나 1950년대에는 점차 비판받게 되었다. 특히 이 비판작업은 슈트레제만의 방대한 문필 작품이 발견되고 주로 미국의 역사가들이 이를 임의대로 분석하면서 시작되었는데, 이에 따라 슈트레제만은 자신의 야망과 시대적 요구를 교활하게 일치시킨 민족주의 열정을 품은 변덕스럽고 기회주의적인 정치가로 묘사되었다. 사람들은 그가 민주주의에 대한 신념이 없고 오히려 원칙적인 수준에서 '술책'을 썼다고 생각했다. 그의 변덕스러운 성격, 획일성과 전통에 대한 감상적인 집착도 강조되었다. 반면 공산주의자들은 그를 독점자본주의의 대변자이자 히틀러의 선구자로 평가했다. 최근의 한 전기작가는 슈트레제만을 독일의 부(富)와 권력 회복, 독일의 전통적인 사회·경제 질서 유지라는 국가적 목표를 추구하는 한편 그 정치적 수단을 선택하는 데는 융통성을 보여준 '실용주의적 보수주의자'로 규정하고 있다. 또다른 사람들은 유럽인의 시각에서 그가 독일의 '애국자'였음을 강조했으며 독일의 역사가들도 한때 이와 같은 견해를 가지고 있었으나 지금은 그렇지 않다. 결론적으로 슈트레제만은 다양한 정치적 변신에도 불구하고 그 시대의 진짜 정치가였다고 평가할 수 있다.